# IC 1569
IC 1569 је лентикуларна галаксија у сазвјежђу Рибе која се налази на листи објеката дубоког неба у Индекс каталогу.
Деклинација објекта је + 6° 43' 11" а ректасцензија 0h 40m 28,0s. Привидна величина (магнитуда) објекта IC 1569 износи 14,6 а фотографска магнитуда 15,6. IC 1569 је још познат и под ознакама MCG 1-2-53, DRCG 2-24, PGC 2430.